# Víktor Klimenko
Viktor Klimenko (Rusia, 25 de febrero de 1949) es un gimnasta artístico ruso especialista en la prueba de caballo con arcos con la que, compitiendo representando a la Unión Soviética, consiguió ser campeón olímpico en 1972.

## Carrera deportiva
En los JJ. OO. de México de 1968 gana la plata por equipos y el bronce en barras paralelas, tras el japonés Akinori Nakayama y su compatriota soviético Mikhail Voronin (plata).
En el Mundial de Liubliana 1970 gana dos platas —salto y equipo— y un bronce en caballo con arcos.
En los JJ. OO. de Múnich de 1972 gana el oro en caballo con arcos —por delante de los japoneses Sawao Kato y Eizo Kenmotsu—, plata en salto —tras el alemán Klaus Köste y por delante de su compatriota Nikolái Andriánov— y también plata en el concurso por equipos, tras Japón y por delante de Alemania del Este.
En el Mundial de Varna 1974 gana la plata en el concurso por equipos —tras Japón y por delante de Alemania del Este—; sus compañeros eran: Nikolái Andriánov, Edvard Mikaelian, Paata Shamugiya, Vladimir Safronov y Vladimir Marchenko.